# القباري (الإسكندرية)
القباري منطقة سكندرية تقع في حي غرب الإسكندرية.

## تسمية
ُسميت لمحمد بن منصور بن يحيي القباري السكندري المالكي وكنيته أبو القاسم، وُلد بالإسكندرية عام 587هـ- 1191م وتوفي بها في شعبان 662هـ - 1263م، عن عمر يناهر خمسة والسبعين عام فلم يبرح الإسكندرية قط إلا للحج.
كان مصابا بثلاث حواس السمع والذوق والشم وكان صابرا لأمر الله غير ساخط وراض ويسأل رفقائه أن يعيدوا عليه مجالس العلم التي حضرها. ورث عن أبويه وأخيه دارا خربة وبستانا في رمل الإسكندرية انقطع في بستانه لفتر إلا أنه آثر ان ينقطع عن الناس في غرب الإسكندرية في قصر أثري متهدم أنشأ حوله بستانا وأطلق عليه غيط القباري.

## حياته
أدرك القباري في طفولته عصر صلاح الدين الأيوبي وشهد في شيخوخته قيادة دولة المماليك ورأي بعينه كفاح مصر ضد الصليبيين، وكان يري العمل عبادة وفريضة وان السؤال مذلة ومهانة ومن أقواله: «من قعد في خانقاه فقد سأل، ومن لبس سبحة فقد سأل، ومن فتح مصحفا فقد سأل» كان القباري عفيفا شجاعا وحر الرأي سجل حياته طالبه ناصر الدين بن المنير.
وذُكر أن الملك الكامل حاول مقابلة القباري وذهب حتي باب بستانه إلا أن القباري لم يقابله فانصرف راجعا، فلم يكن القباري باحثا عن الملوك أو طارقا لأبوابهم بل هم من يأتون إليه وهو يفتح لمن يريد، فقد قبل مقابلة بيبرس وطلب منه تعمير الإسكندرية وتحصينها وحمايتها، فأمر بترميم الأبراج وتعزيز القلاع وإصلاح الأسوار وشحنها بالرجال والأسلحة. عندما توفي ووصل الخبر إلي دمشق صلوا عليه صلاة الجنازة وكان ذلك بعد وفاته بشهرين، وهذا يدل علي مدي ذيوع صيت القباري بالرغم من عدم خروجه من مصر إلا للحج.

## وفاته
دفن القباري في بستانه وأقيم عليه ضريح وأُنشئ المسجد تذكارا لمناقب الشيخ الورع زاهد الإسكندرية فقد بني بأمر من محمد سعيد باشا في منتصف القرن التاسع عشر ثم امتدت إليه يد التجديد عام 1968م.